# Stefan Gorges
Stefan Gorges (* 15. Dezember 1967) ist ein ehemaliger deutscher Fußballspieler.

## Spielerlaufbahn
Stefan Gorges begann in Wolfenbüttel beim dortigen SV mit dem Fußballspielen. 1983 ging er nach Braunschweig und spielte zunächst in der Jugend der Eintracht. Während der Rückrunde der Saison 1985/86 debütierte er am 22. Februar im Spiel bei den Stuttgarter Kickers, als ihn Eintrachttrainer Willibert Kremer in der 35. Minute für Manfred Tripbacher auf den Platz schickte. Gegen Ende der Saison wurde Gorges noch zwei weitere Male in der 2. Bundesliga eingewechselt.
Der 1,70 m kleine Mittelfeldspieler spielte später in der hessischen Oberliga für die SpVgg Bad Homburg, mit der er 1992 im Finale der deutschen Amateurmeisterschaft stand.